# Gore Hill, New South Wales
Gore Hill este o suburbie în Sydney, Australia.